# Вулиця Широка (Львів)
Ву́лиця Широ́ка — вулиця у Залізничному районі міста Львова, в місцевості Левандівка. Сполучає вулиці Таллінську та Роксоляни, утворюючи перехрестя з вулицями Чижевського, Планерною, Сяйво та Левандівською. 
Прилучаються вулиці: Низинна, Пілотів, Вигоди, Доробок, Олесницького, Пропелерна, Моторна, Скромна, Мирна, Тісна, Естонська, Кочегарська, Невелика, Дідушка, Олешківська, Гніздовського, Суботівська.

## Історія
У 1926 року вулицю назвали Шевченка на честь українського письменника Тараса Шевченка. У 1933 році перейменована на Блакитної армії на честь польського військового формування — армії Галлера, сформованого країнами Антанти за ініціативою польських емігрантських кіл з польських військовополонених та добровольців у Франції влітку 1917 року. Перейменування відбулося для уникнення плутанини після приєднання села Левандівка до Львова, де вулиця Шевченка вже була. За часів німецької окупації у 1943 році вулицю перейменували на Льокштрассе. У липні 1944 року назву Блакитної армії було повернено. 1946 року вулиця отримала сучасну назву — Широка.
У 2012 році Управління культури Львівської міськради пропонувало перейменувати вул. Широку у Львові на вул. Олеся Гончара та надіслала відповідний лист до відповідної комісії Львівської обласної ради. Комісія ЛОР з перейменування вулиць відхилила цю пропозицію.
8 березня 2024 року Львівська міська рада оприлюднила проєкт ухвали, якою пропонують перейменувати вул. Поля Робсона та приєднати її до вул. Широкої з відповідною зміною поштових адрес. Згідно з розпорядженням міської адміністрації вулиця Робсона зноситься, а єдиний будинок номер 11 на вулиці Поля Робсона приєднується до вулиці Широкої з присвоєнням йому номера 29-б.

## Забудова
Забудова вулиці Широкої — одно- і двоповерховий конструктивізм 1930-х років, одноповерхова садибна забудова, одно- і двоповерхові будівлі 2000-х років, дев'ятиповерхова житлова забудова 1970—1980-х років. 

### З непарного боку вулиці
№ 1 — будівля споруджена у 1920-х роках як Народний дім товариства «Просвіта». Від 1950-х років тут був будинок культури селища Левандівка та бібліотека № 15, згодом — будинок культури селища Жовтневе Залізничного району, зі здобуттям Україною незалежності у 1991 році — Народний дім мікрорайону Левандівка.
№ 55а — в одноповерховій прибудові до житлового будинку 1970-х років за радянських часів був магазин взуття, у 2000-х — магазин «Все для дому» та перукарня «Геліос».
№ 63 — житловий будинок, збудований для працівників Львівської залізниці, переданий у власність територіальної громади міста Львова 26 вересня 2002 року. В одноповерховій прибудові під № 63-А від 1970-х років за радянських часів містився магазин продовольчих та господарських товарів, у 2000-х — фотосалон та магазин «Все для дому», а нині — відділення АТ «КБ „Приватбанк“».
№ 65 — житловий будинок, збудований у 1960-х роках для працівників Львівської залізниці, переданий у власність територіальної громади міста Львова 26 вересня 2002 року. В одноповерховій прибудові кінця 1960-х за радянських часів був магазин «Промтовари», після проголошення незалежності — міні-бар та магазин «Продукти».
№ 67, 71, 73, 77 — житлові будинки, збудовані у 1960—1970-х роках для працівників Львівської залізниці. Ухвалою № 59 ЛМР від 26 вересня 2002 року будинки прийняті від дистанції цивільних споруд на ст. Львів Львівської залізниці у власність територіальної громади міста Львова.
№ 75 — шестиповерховий житловий будинок 1960-х років. За радянських часів на першому поверсі будинку містилися промтоварний та продуктовий магазини, нині — кав'ярня та продуктовий магазин.
№ 77а — будівля ДНЗ «Львівське вище професійне училище інформаційно-комп'ютерних технологій», засноване у 1954 році як ТУ №  2 м. Львова. Від 1 вересня 1963 року ТУ № 2 м. Львова реорганізоване в МПТУ № 26 м. Львова. 13 серпня 1984 року МПТУ № 26 отримало статус середнього училища і було перейменоване в СПТУ № 26 м.  Львова. Від 1 жовтня 1997 року — ПТУ № 26 м. Львова, від 1 вересня 2003 року — Львівський професійний ліцей комп’ютерних технологій. Наказом Міністерства освіти і науки України від 03.12.2013 року № 1692 змінено назву та тип з ЛПЛ КТ на Державний навчальний заклад «Львівське вище професійне училище інформаційно-комп'ютерних технологій».
№ 79 — будівля Державного навчального закладу «Львівське вище професійне художнє училище». У 1945 році згідно Постанови Ради Міністрів УРСР «Про відновлення та розвиток промисловості транспорту та міського господарства м. Львова» від 13 квітня 1945 року було створено школи фабрично-заводського навчання № 2 на вулиці Джерельній, 37 та № 14 на вулиці Стефаника, 2. Перший набір учнів був проведений у жовтні 1945 року. У 1956 році школи фабрично-заводського навчання № 2 та № 14 наказом обласного управління трудових резервів від 19 січня 1956 року № 17 реорганізовано в будівельну школу № 2, яка у 1959 році отримала назву — «Львівське професійно-технічне училище № 12». У 1945—1970 роках львівське професійно-технічне училище № 12 містилося в будинку на вулиці Під Дубом, 22, але вже 1971 року отримало нове приміщення на вулиці Широкій, 79. У 1999 році училище отримало статус художнього, адже поряд із будівельно-реставраційним відділенням вже від 1982 року почало функціонувати, відділення художніх професій. У березні 2003 року училище реорганізовано у професійний художній ліцей. Від 1 червня 2010 року, згідно з наказом Міністерства освіти і науки України, змінився тип та перейменування Львівський професійний художній ліцей у Державний навчальний заклад «Львівське вище професійне художнє училище».
№ 81 — гуртожиток Державного навчального закладу «Львівське вище професійне училище інформаційно-комп'ютерних технологій». Одне з приміщень першого поверху будинку займає магазин-салон оптики «Окулярня».

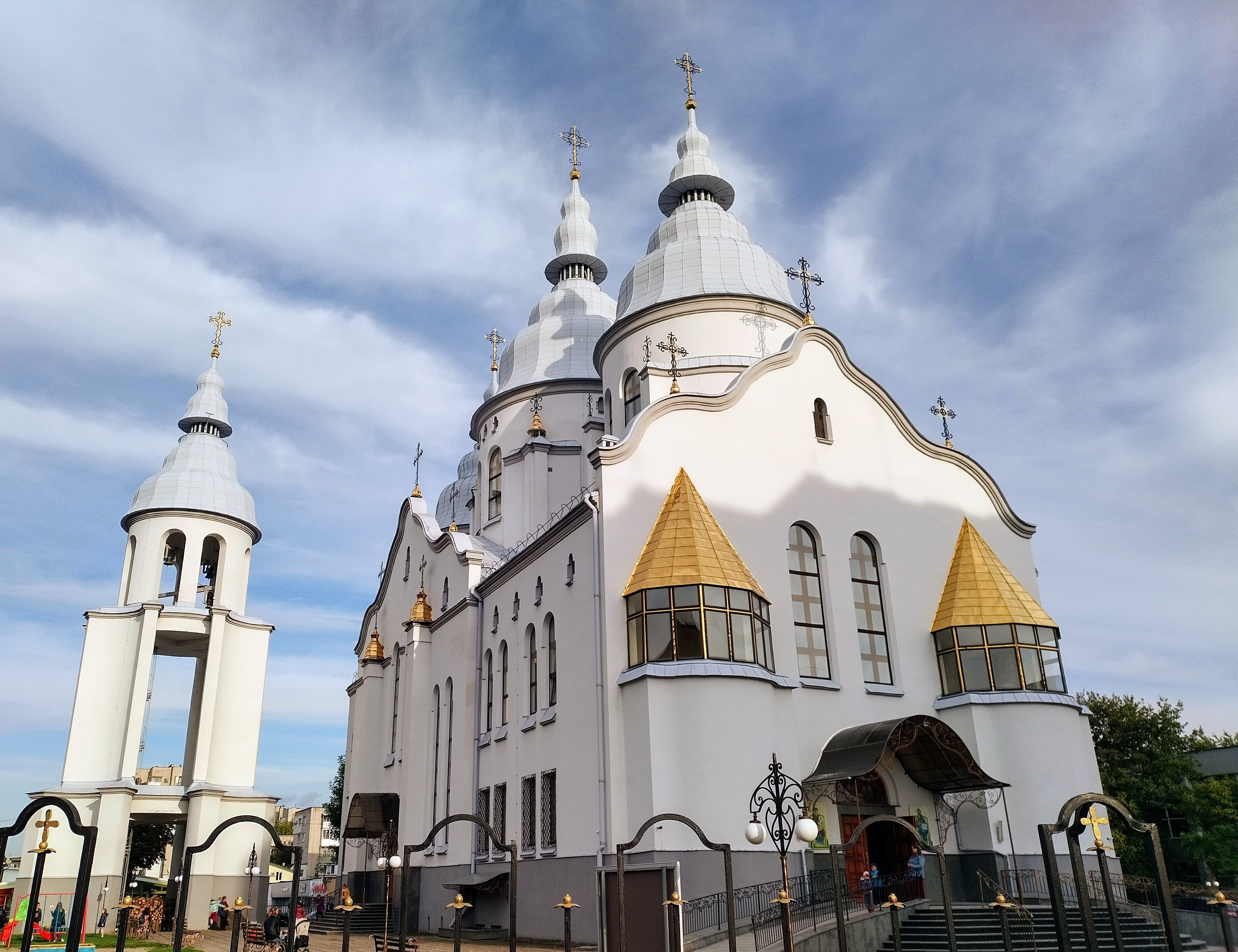
Церква Вознесіння Господнього

№ 81а — греко-католицький храм Вознесіння Господнього, споруджений у 1993—2001 роках на доброчинні внески парафіян та завдяки меценатській допомозі будівельних організацій і Львівської залізниці. 2002 року у новій церкві відбулася перша літургія.
№ 87 — супермаркет мережі «Сільпо».

### З парного боку вулиці

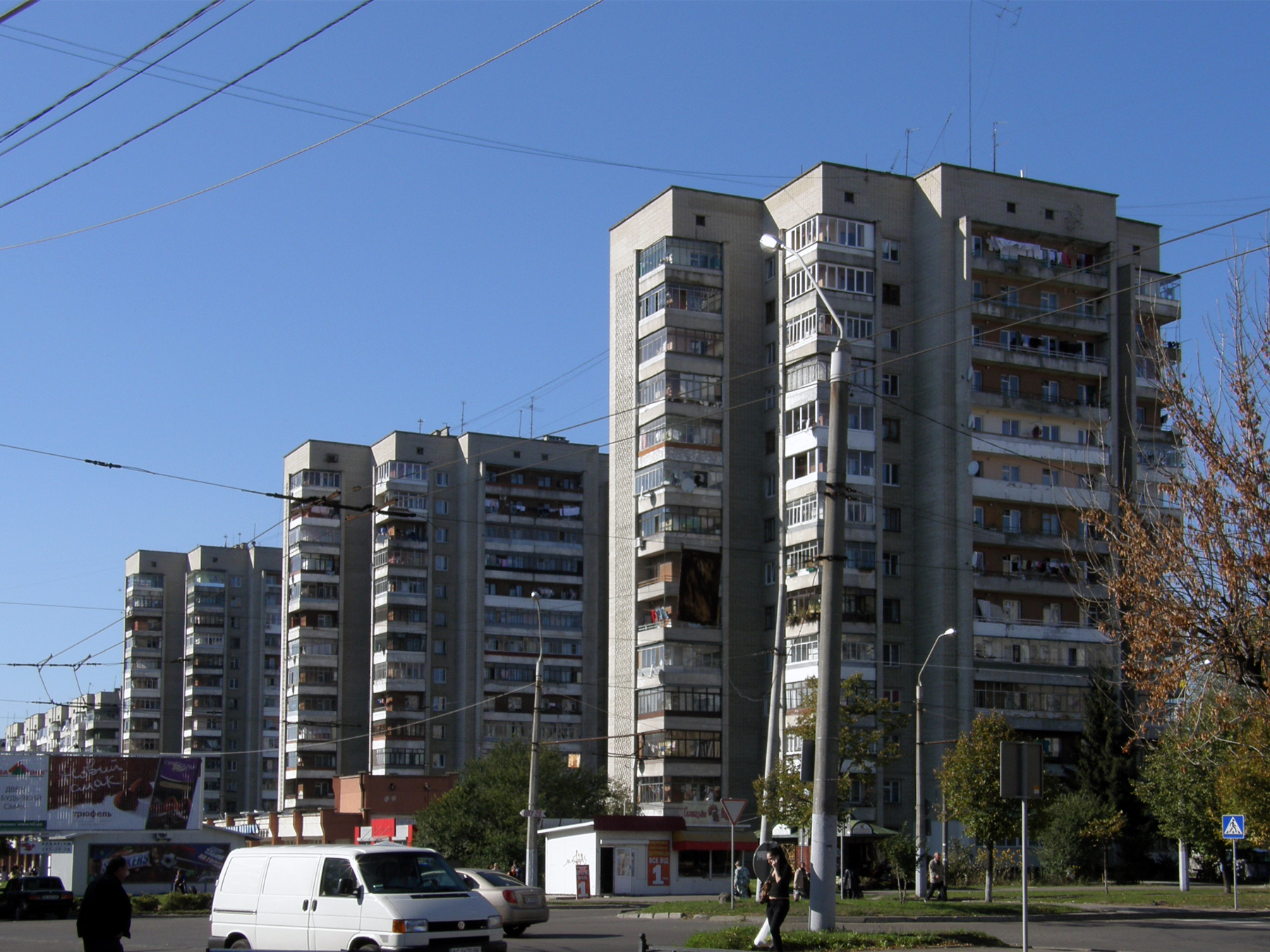
Ансамбль житлових будинків серії 124-87-107 (вул. Широка, 68, 70, 72)

№ 2 — у цьому будинку міститься служба матеріально-технічного постачання Львівської залізниці.
№ 64 — дев'ятиповерховий житловий будинок. У народі — будинок «Жовтневий». За радянських часів на першому поверсі працював універсам «Жовтневий» (названий на честь радянської назви району), у 1990-х тут був магазин «Продукти» і ломбард, з 2010 року — супермаркети «Вопак» і «Біла ворона», а також аптечна крамниця мережі аптек «Подорожник».
№ 66 — дев'ятиповерховий житловий будинок, збудований у 1986—1987 роках для працівників Львівської залізниці. Від радянських часів на першому поверсі будинку міститься аптека, нинішня назва — ТзОВ «Аптека № 18 „Під Вознесінням“», поряд від 2000-х років працює аптечна крамниця мережі аптек «Мед-сервіс» та фотомагазин мережі «Фотохата».
№№ 68, 70, 72, 82, 84, 86, 88, 90, 92, 94, 96, 98 — житлові будинки, збудовані у 1960—1970-х роках для працівників Львівської залізниці. Ухвалою № 59 ЛМР від 26 вересня 2002 року будинки прийняті від дистанції цивільних споруд на станції Львів Львівської залізниці у власність територіальної громади міста Львова.
№ 68а — будинок побуту Львівської залізниці, що надає послуги пошиття чоловічого та жіночого одягу, надання повного спектру перукарських послуг та ремонт взуття, а також міститься оздоровчий комплекс «„Банька“ на Широкій».
№ 70а — в одноповерховій прибудові 1970-х років за радянських часів містився овочевий магазин, а у 1990-х роках — будинок побуту Львівської залізниці. Нині тут міститься супермаркет мережі «АТБ».
№ 86а — житловий будинок, збудований як гуртожиток для працівників Львівської залізниці. Ухвалою № 59 ЛМР від 26 вересня 2002 року будинки прийняті від дистанції цивільних споруд на станції Львів Львівської залізниці у власність територіальної громади міста Львова. В одноповерховій прибудові 1970-х років за радянських часів був овочевий магазин, у 2000-х — гуртівня електроосвітлення та крамниця алкогольних напоїв «Золоте поле». Нині тут розташоване ЛКП «Левандівка».
При перетині вулиць Широкої та Гніздовського з кінця 1990-х років працює левандівський ринок.

## Транспорт
1989 року вулицею Широкою було прокладено тролейбусну лінію, якою від 20 липня того року почав курсувати тролейбусний маршрут № 6, що сполучав вулицю Суботівську з площею Кропивницького через вулиці Широку, Сяйво та Городоцьку. У 1991 році на Левандівку тимчасово, на час ремонту вулиці Городоцької, почав курсувати тролейбусний маршрут № 12, котрий до того часу сполучав вулицю Університетську з зупинкою «Льотне поле», що на Городоцькій. По закінченню ремонту змінений маршрут був збережений. У 2005 році маршрут № 6 скасований, але з 1 вересня 2009 року рух маршруту відновлений та 2011 року остаточно скасований.
До транспортної реформи 2012 року Широкою курсували автобусні маршрути № 40, 41, 52, 53, 72, 91. Після реформи вулицею курсували маршрути № 13, 17, 18, 20, 23, 34, 43.
Від 1 липня 2019 року змінилася нумерація тролейбусних маршрутів у Львові. Згідно цих змін, колишній тролейбусний маршрут № 12 став № 32.
На вулиці Широкій розташовано чотири зупинки громадського транспорту — «Вул. Широка», «Вул. Низинна», «Вул. Гніздовського», «5-й парк». Нині вулицею курсують тролейбус № 32, міський автобусний маршрут № 18 і приміський автобусний маршрут № 1001, а також маршрутні таксі № 13, 20, 23, 34, 43.